# Lipotriches stalkeri
Lipotriches stalkeri är en biart som först beskrevs av Cockerell 1910.  Lipotriches stalkeri ingår i släktet Lipotriches och familjen vägbin. Inga underarter finns listade i Catalogue of Life.